# Rocca dei Conti Guidi (Dovadola)

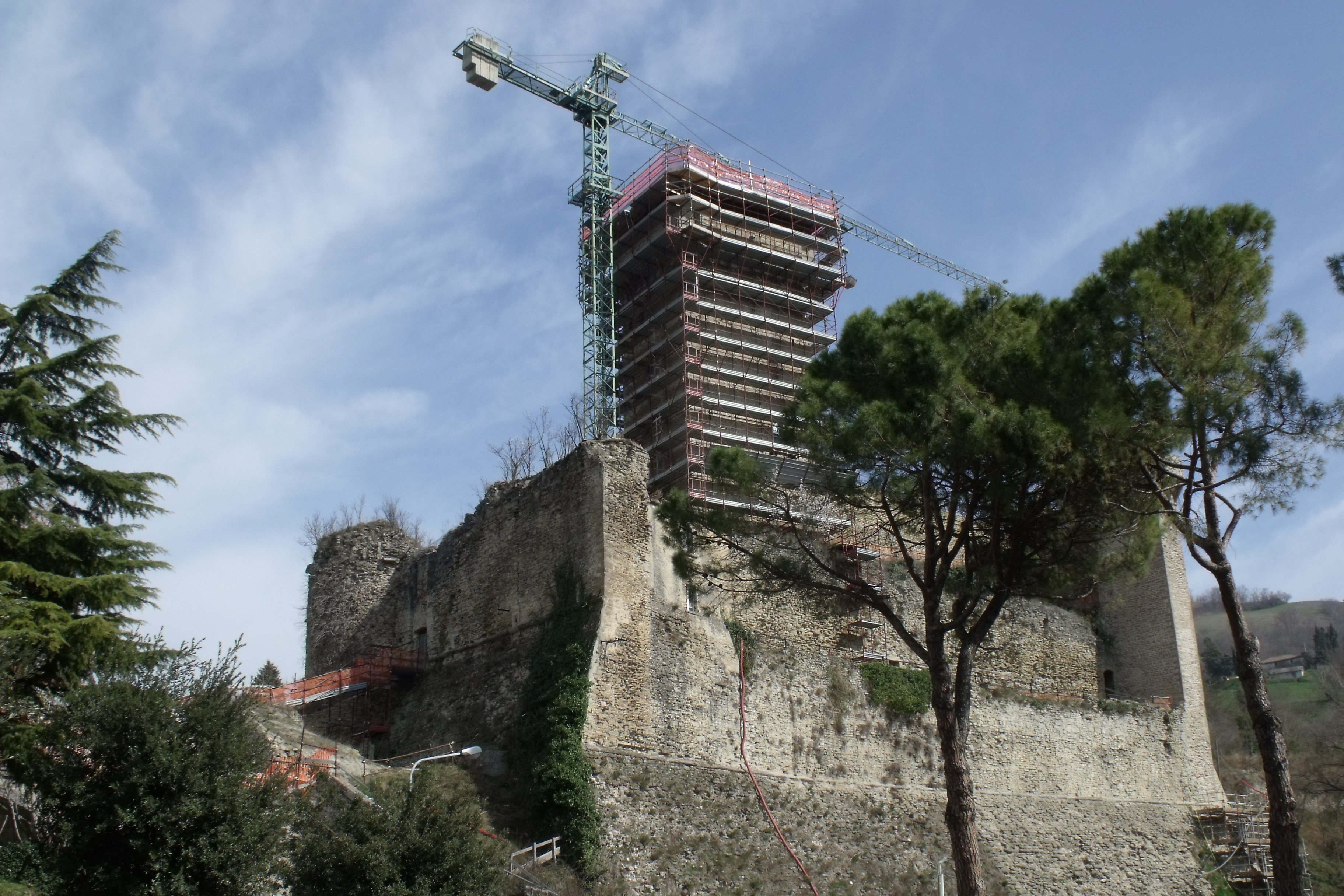
Die Burg in Restaurierung

Die Rocca dei Conti Guidi, auch Rocca di Dovadola, ist die Ruine einer mittelalterlichen Höhenburg am Rande des Dorfes Dovadola in der italienischen Region Emilia-Romagna.

## Geschichte
Die Burg wurde auf einem Gelände errichtet, das schon Ende der Antike eine Rolle von hervorragender Bedeutung in der Kontrolle der Apennintäler spielte. Dort gab es vermutlich schon ein römisches Castrum und die heutige Burgruine erhebt sich in der Nähe langobardischer Bollwerke, von denen aus die Zonen in der Nähe des byzantinischen Gebietes überwacht wurde. Die erste urkundliche Erwähnung einer Burg ist für das Jahr 1021 nachweisbar, auch wenn das heutige Bauwerk aus dem 13. Jahrhundert stammen müsste. Die Burg steht auf einem Sporn aus Konglomeratfelsen über der Mitte des Dorfes. Obwohl die Vernachlässigung in den letzten Jahrhunderten die Burg an zahlreichen Stellen beschädigt hat, ist sie unter allen Burgen, die den Grafen Guidi gehörten, die im besten Erhaltungszustand.

## Beschreibung
Die Kurtine, die Bastionen und der Bergfried sind intakt, aber die anderen Teile der Burg sind in schlechtem Zustand.
Die Festung hat drei Stockwerke oder eher drei übereinander angeordnete Blöcke mit den notwendigen Durchgängen, die den Haupteingang mit der Spitze des Bergfrieds verbinden. Der Eingang war mit einer Zugbrücke ausgerüstet, von der die Spuren der Hubbalken heute noch sichtbar sind. Der Eingang, der über eine Brücke zugänglich ist, führt zum Innenhof, der vom Bergfried und der Verteidigungskurtine umgeben ist.
Der Bergfried hat fünf Stockwerke, von denen zwei unterirdisch sind.